# Balerno
Balerno är en ort i Storbritannien.   Den ligger i kommunen Edinburgh och riksdelen Skottland, i den centrala delen av landet, 500 km norr om huvudstaden London. Balerno ligger 165 meter över havet och antalet invånare är 6 000.
Terrängen runt Balerno är kuperad söderut, men norrut är den platt. Terrängen runt Balerno sluttar norrut.Runt Balerno är det tätbefolkat, med 286 invånare per kvadratkilometer. Närmaste större samhälle är Edinburgh, 11,7 km nordost om Balerno. Trakten runt Balerno består i huvudsak av gräsmarker.